# Кахраманмараш (аеропорт)
Аеропорт Кахраманмараш (тур. Kahramanmaraş Havaalanı) (IATA: KCM, ICAO: LTCN) — аеропорт у місті Кахраманмараш, Туреччина.

## Огляд
Аеропорт працює з 1996 року і використовується тільки для цивільної авіації.
Фактична пропускна здатність старого терміналу становить 400 тис. пасажирів на рік.
Цей аеропорт не має інструментальної системи посадки (ILS), але має супутникову систему запуску та посадки (RNAP), яка дуже допомагає в поганих погодних умовах і нічних польотах.
Через збільшення кількості пасажирів 18 грудня 2016 року прем'єр-міністр Туреччини заклав перший камінь у фундамент нового терміналу.
Нова сучасна будівля терміналу має внутрішні та міжнародні зони.
Пропускна здатність становитиме 4 мільйони пасажирів на рік.
Перон одночасно прийматиме 5 літаків.
Аеропорт знаходиться за 5 км від центру міста.
Його обслуговує громадський транспорт (таксі, автобус).

## Авіалінії та напрямки, вересень 2023
| Авіакомпанія     | Пункт призначення      |
| ---------------- | ---------------------- |
| AnadoluJet       | Анкара                 |
| Pegasus Airlines | Стамбул–Сабіха Гьокчен |
| Turkish Airlines | Стамбул                |

## Статистика
Див. джерело запитів Вікіданих та джерела.